# 兵庫県道8号加美宍粟線
兵庫県道8号加美宍粟線（ひょうごけんどう8ごう かみしそうせん）は、兵庫県多可郡多可町加美区から宍粟市を結ぶ県道（主要地方道）である。

## 概要

### 路線データ
- 起点：多可郡多可町加美区寺内（国道427号交点、寺内交差点）
- 終点 : 宍粟市山崎町中広瀬（国道29号・兵庫県道53号宍粟下徳久線交点、中広瀬交差点）
- 総延長：43.088 km

## 歴史
- 1954年（昭和29年）1月20日 - 建設省が主要地方道の西脇和田山線と西脇山崎線を指定。
- 1954年4月1日、主要地方道8号西脇和田山線と主要地方道9号西脇山崎線を認定。
- 1971年10月1日、現行兵庫県道番号制導入により、西脇和田山線はそのまま主要地方道8号に、西脇山崎線はそのまま主要地方道9号になる。
- 1982年3月31日、主要地方道8号西脇和田山線が廃止される（1981年4月30日に国道427号へ昇格されたため）。
- 1983年3月1日、主要地方道9号西脇山崎線が8号加美山崎線に改称、改番。
- 1993年（平成5年）5月11日 - 建設省から、県道加美山崎線が加美山崎線として主要地方道に再指定される[1]。
- 1994年4月1日、主要地方道再指定を認定。
- 2006年4月1日、加美宍粟線に改称。

## 路線状況

### 重複区間
- 国道312号（神崎郡神河町粟賀町・神崎総合病院前交差点 - 神崎郡神河町福本・福本東交差点）
- 国道29号・兵庫県道6号養父宍粟線（宍粟市一宮町東市場・東市場交差点 - 宍粟市山崎町中広瀬・中広瀬交差点）
- 兵庫県道523号塩田一宮線（宍粟市一宮町東市場・東市場交差点 - 宍粟市山崎町田井・よいたいトンネル東交差点）

### 道路施設
- 高坂トンネル（高坂峠、多可郡多可町加美区奥荒田 - 神崎郡神河町岩屋）
- 新寺前橋（市川、神崎郡神河町鍛治）

## 地理

### 通過する自治体
- 多可郡多可町
- 神崎郡神河町
- 宍粟市

### 交差する道路
| 交差する道路                                                                                             | 市町村名 | 市町村名 | 交差する場所                 | 交差する場所                                                                              |
| --- | -------- | -------- | ---------------------------- | ----------------------------------------------------------------------------------------- |
| 国道427号                                                                                                | 多可郡   | 多可町   | 加美区寺内                   | 寺内交差点 / 起点                                                                         |
| 兵庫県道143号加美八千代線                                                                                | 多可郡   | 多可町   | 加美区的場                   |                                                                                           |
| 兵庫県道367号岩屋生野線                                                                                  | 神崎郡   | 神河町   | 岩屋                         |                                                                                           |
| 国道312号 重複区間起点                                                                                   | 神崎郡   | 神河町   | 粟賀町（あわがまち）         | 神崎総合病院前交差点                                                                      |
| 国道312号 重複区間終点                                                                                   | 神崎郡   | 神河町   | 福本                         | 福本東交差点                                                                              |
| E95 播但連絡道路                                                                                         | 神崎郡   | 神河町   | 加納                         | 11 神崎南ランプ                                                                           |
| 兵庫県道404号長谷市川線                                                                                  | 神崎郡   | 神河町   | 寺前                         | 新寺前橋西詰交差点                                                                        |
| 兵庫県道67号姫路神河線                                                                                   | 神崎郡   | 神河町   | 宮野                         |                                                                                           |
| 兵庫県 森林基幹道 雪彦峰山線                                                                             | 宍粟市   | 宍粟市   | 一宮町東河内（ひがしごうち） |                                                                                           |
| 兵庫県道430号東河内安富線通行不能                                                                        | 宍粟市   | 宍粟市   | 一宮町東河内                 |                                                                                           |
| 国道29号 重複区間起点 兵庫県道6号養父宍粟線 重複区間起点 兵庫県道523号塩田一宮線 重複区間起点            | 宍粟市   | 宍粟市   | 一宮町東市場                 | 東市場交差点【北緯35度05分34.0秒 東経134度35分08.1秒 / 北緯35.092778度 東経134.585583度】 |
| 兵庫県道523号塩田一宮線 重複区間終点                                                                     | 宍粟市   | 宍粟市   | 山崎町田井                   | よいたいトンネル東交差点                                                                  |
| 兵庫県道537号田井中広瀬線                                                                                | 宍粟市   | 宍粟市   | 山崎町田井                   | 田井交差点                                                                                |
| 兵庫県道429号岩野辺山崎線                                                                                | 宍粟市   | 宍粟市   | 山崎町今宿                   | 今宿北交差点                                                                              |
| 兵庫県道537号田井中広瀬線                                                                                | 宍粟市   | 宍粟市   | 山崎町中広瀬（なかびろせ）   | 中広瀬北交差点                                                                            |
| 国道29号 重複区間終点 兵庫県道6号養父宍粟線 重複区間終点 兵庫県道23号三木宍粟線 兵庫県道53号宍粟下徳久線 | 宍粟市   | 宍粟市   | 山崎町中広瀬                 | 中広瀬交差点 / 終点                                                                       |

### 沿線にある施設など
- 峰山高原
- 新松か井の水公園